# Trästeklar
Trästeklar, också kallade vedsteklar och hornsteklar, (Siricidae) är en familj av steklar som beskrevs av Gustaf Johan Billberg 1820. Enligt Catalogue of Life ingår vedsteklar i överfamiljen Siricoidea, ordningen steklar, klassen egentliga insekter, fylumet leddjur, och riket djur, men enligt Dyntaxa är tillhörigheten istället ordningen steklar, klassen egentliga insekter, fylumet leddjur, och riket djur. Enligt Catalogue of Life omfattar familjen Siricidae 2 arter, men enligt Dyntaxa 12 arter. 
Det finns stora och medelstora arter av långsträckt, cylindrisk kroppsform och med mer än vanligt fast och oböjlig bakkropp, som hos honan i spetsen bär ett utstående äggläggningsrör. Alla hithörande steklar lever som larver i trä.
Kladogram enligt Catalogue of Life och Dyntaxa:
| vedsteklar | \| \| Sirex \| \| \| \| \| \| Tremex \| \| \| \| \| \| Urocerus \| \| \| \| \| \| Xeris \| \| \| \| |
|            | \| \| Sirex \| \| \| \| \| \| Tremex \| \| \| \| \| \| Urocerus \| \| \| \| \| \| Xeris \| \| \| \| |
|            | Anaxyelidae                                                                                         |
|            | |
|            | Sirex                                                                                               |
|            | |
|            | Tremex                                                                                              |
|            | |
|            | Urocerus                                                                                            |
|            | |
|            | Xeris                                                                                               |
|            | |

|  | Sirex    |
|  |          |
|  | Tremex   |
|  |          |
|  | Urocerus |
|  |          |
|  | Xeris    |
|  |          |

## Bildgalleri

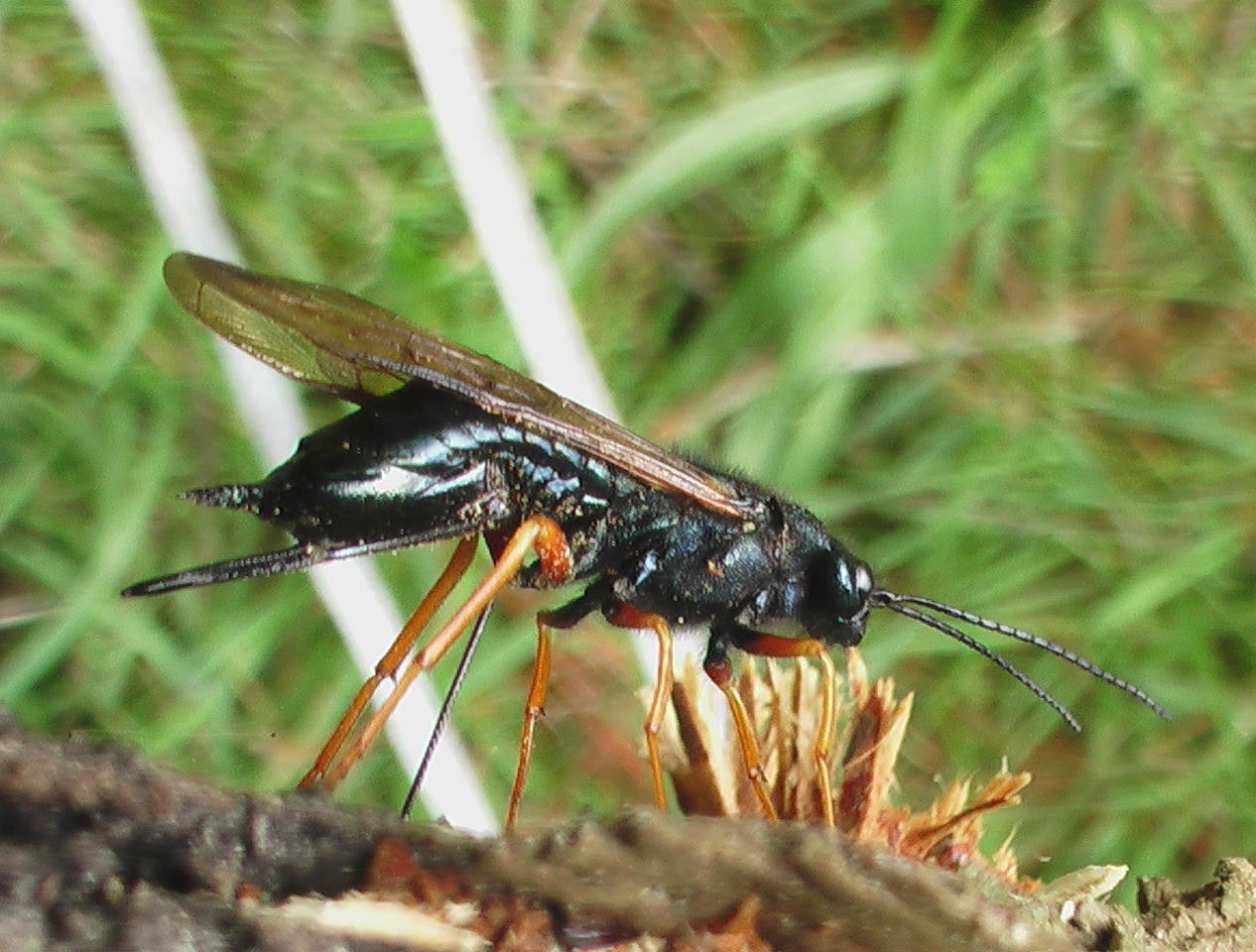
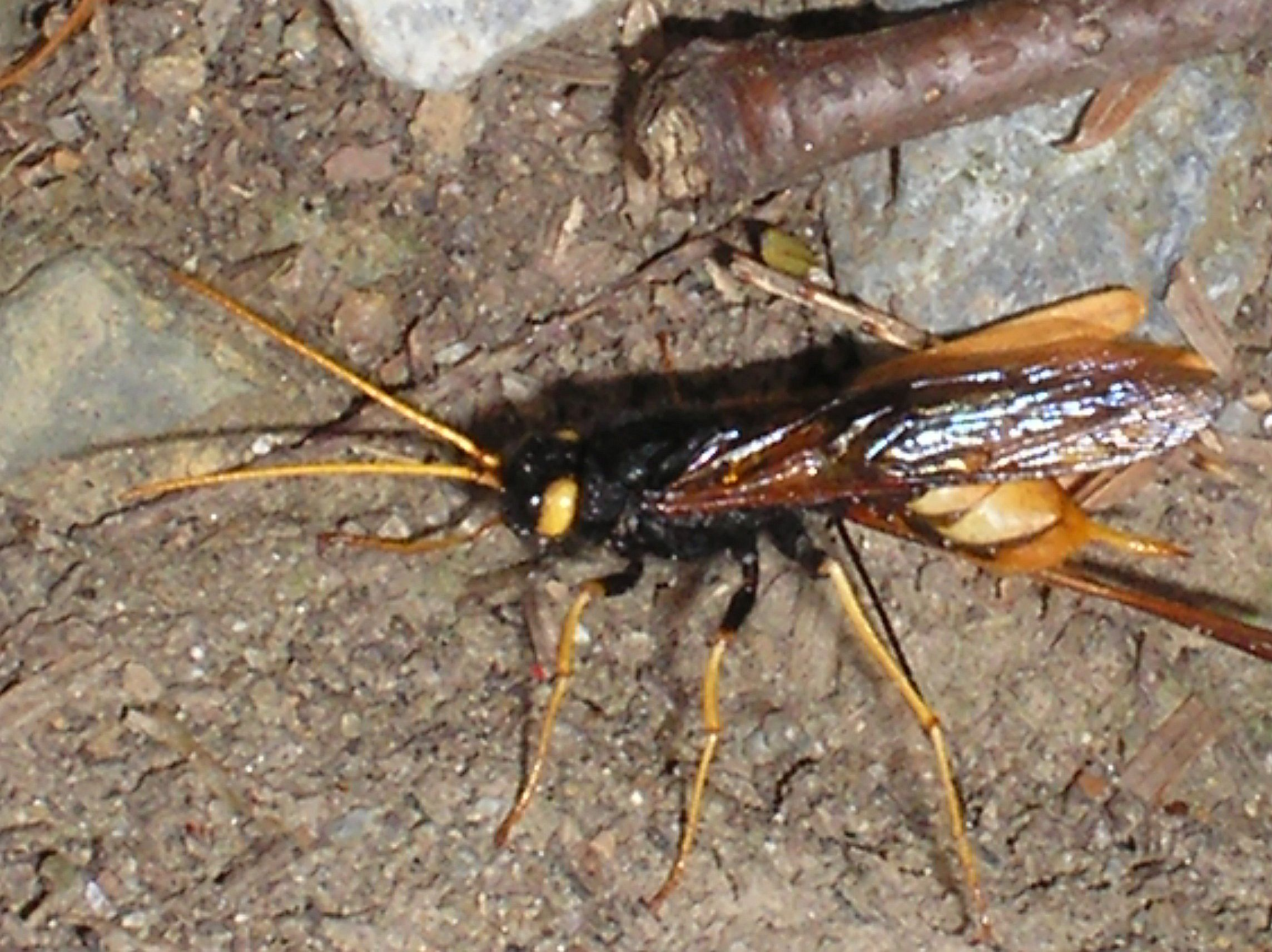